# New Orleans (Róterdam)
New Orleans es un rascacielos de 43 pisos y 158,3 metros de uso residencial en Róterdam, Países Bajos, diseñado por el arquitecto portugués Álvaro Siza Vieira. Fue construido en 2007.
Fue el edificio residencial más alto (y el segundo edificio más alto en general) de los Países Bajos, hasta que se completó De Zalmhaven en 2022. Consta de una zona residencial con piscina, saunas y gimnasio para residentes, así como una zona comercial con cine LantarenVenster.

## Galería

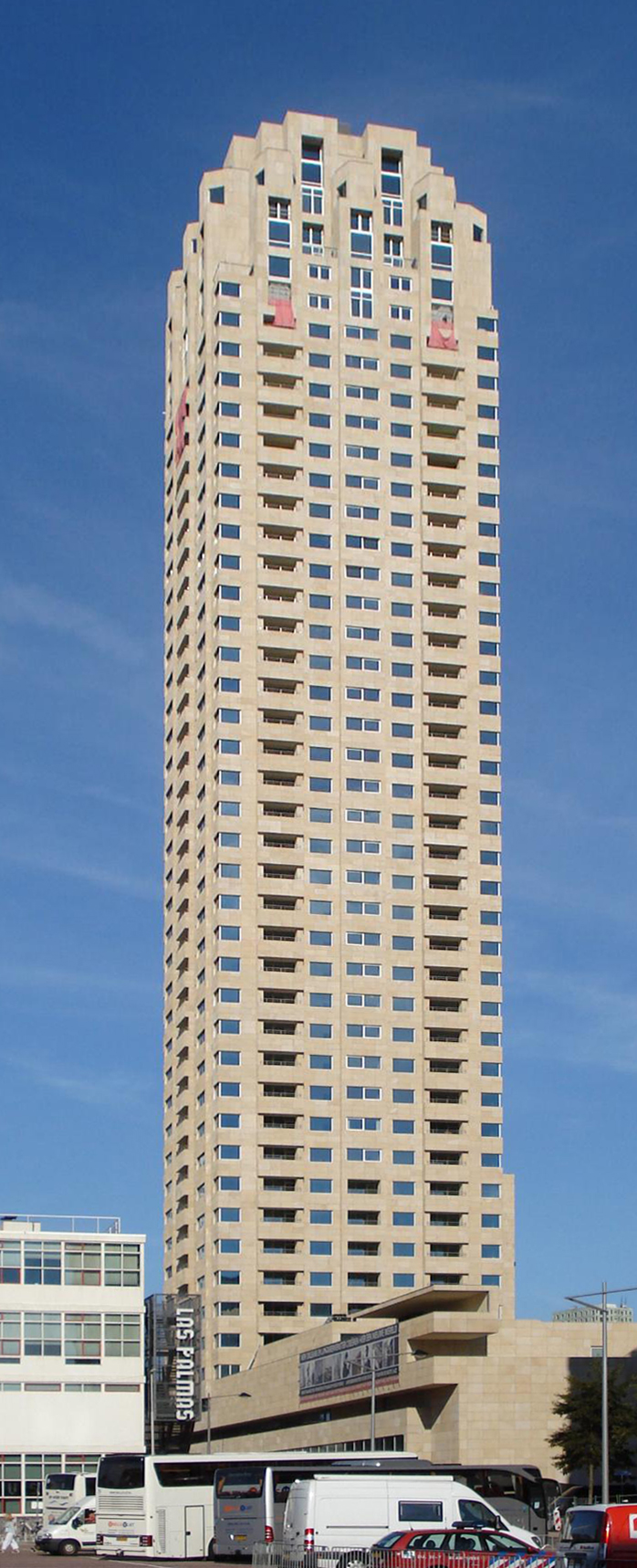
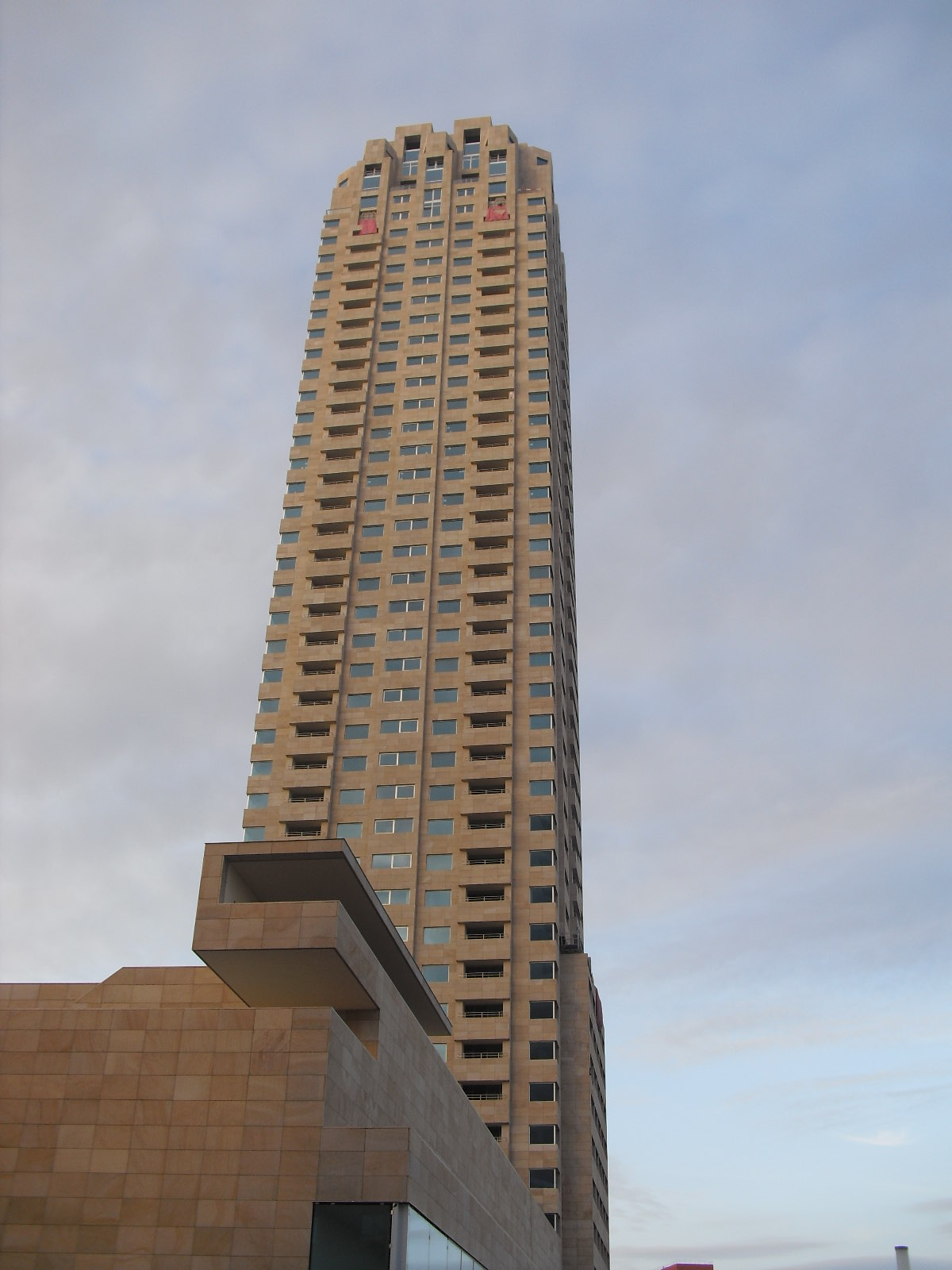
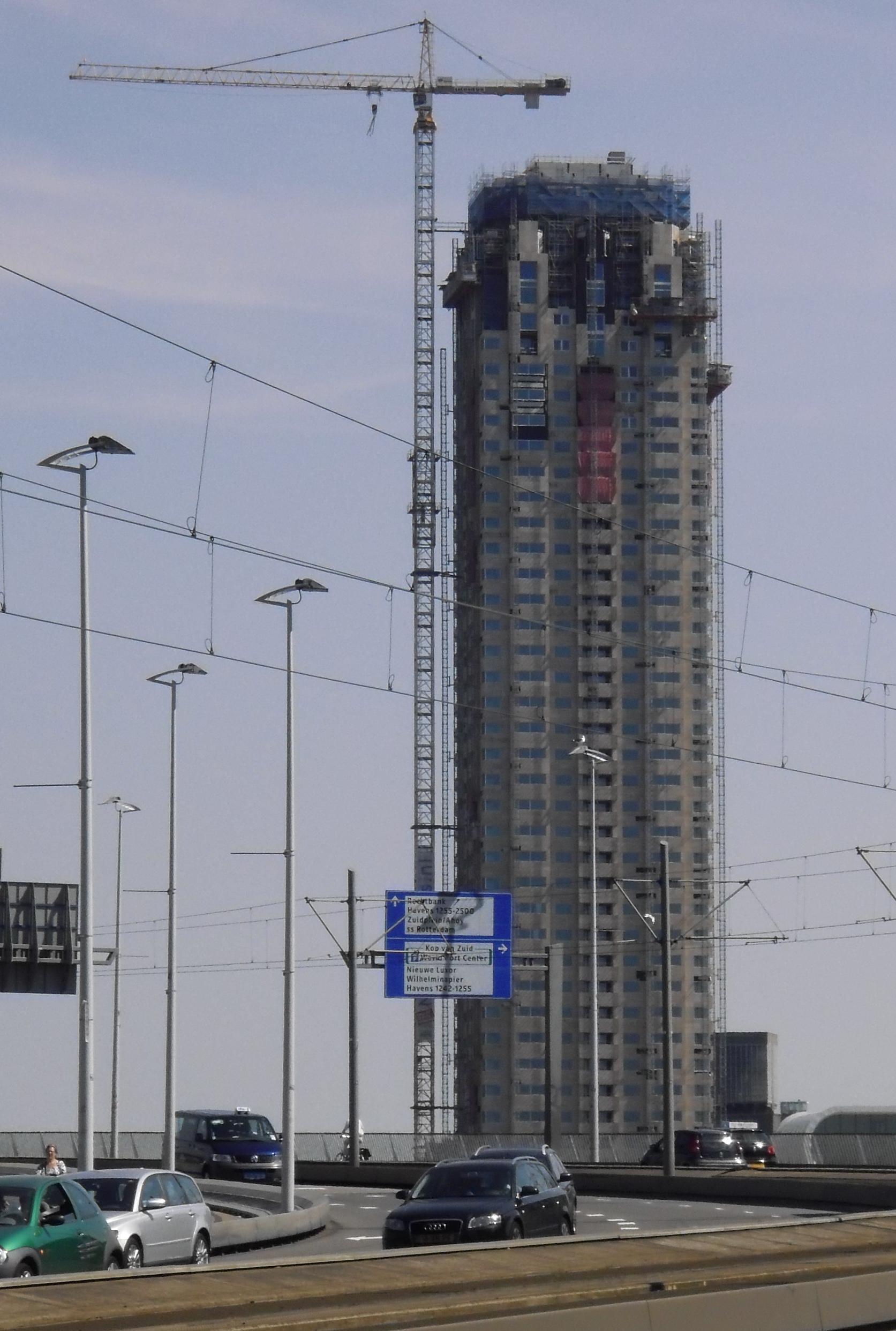